# شیلوو (سرزمین آلتای)
شیلوو (به لاتین: Shilovo) یک منطقهٔ مسکونی در روسیه است که در سرزمین آلتای واقع شده‌است.